# Praderas de Norteamérica

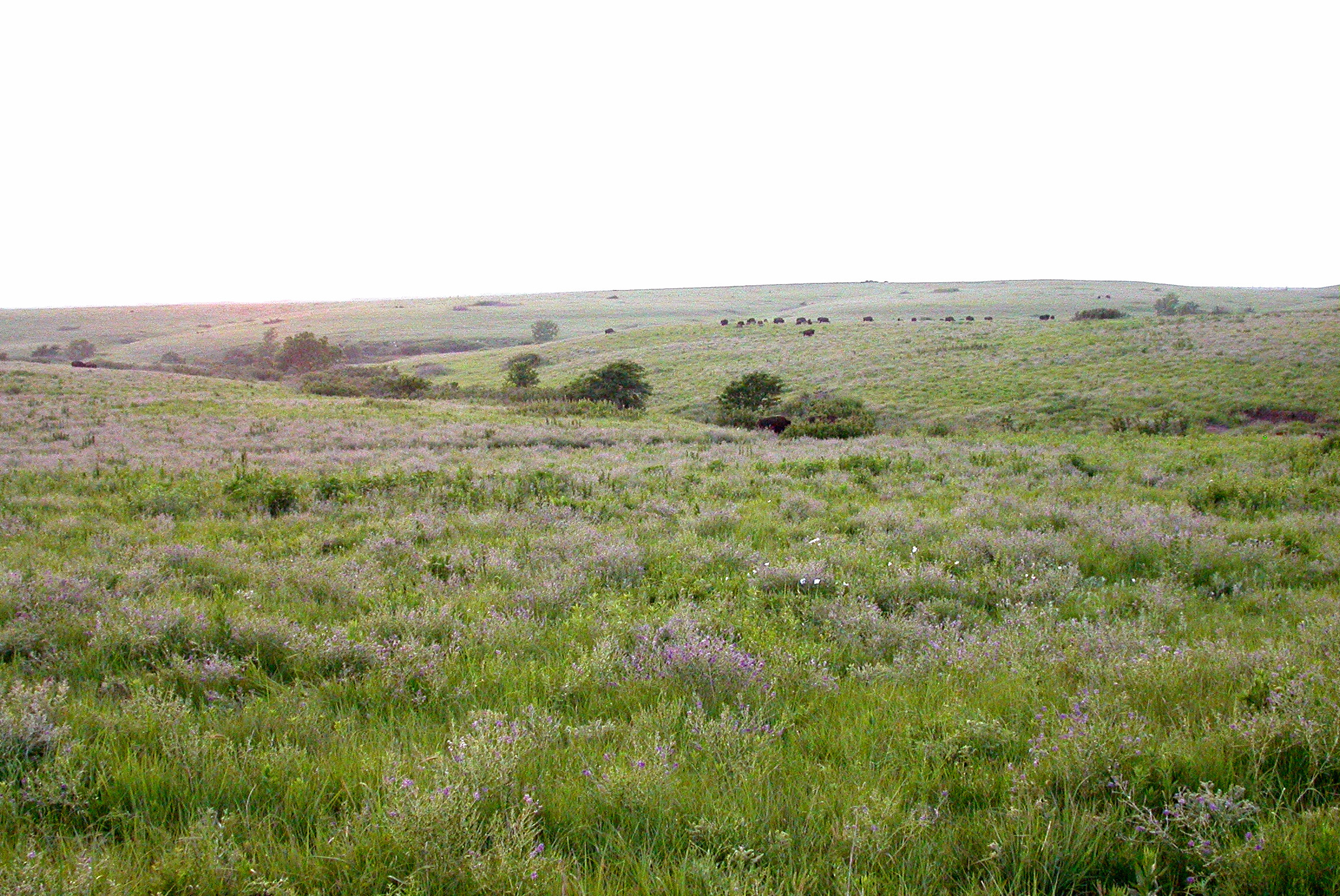
Pradera.

En Canadá, los términos Provincias de las Praderas y Las Praderas se refieren a las provincias de Alberta, Saskatchewan y Manitoba. (Más información en Praderas canadienses). 
En los Estados Unidos, los estados considerados como de grandes praderas (del inglés: Great Plains o Great Prairies) y en donde se ubica el denominado granero de Norteamérica son: Iowa, Indiana, Illinois, y Ohio; incluyendo también partes de los estados de Dakota del Sur, Dakota del Norte, Nebraska, Kansas y Minnesota.

Distribución aproximada de las praderas de Estados Unidos.
Pradera de hierbas bajas
Pradera de hierbas intermedias
Pradera de hierbas altas

Existen también pequeñas áreas de praderas en la zona este de los Estados Unidos, y es posible que hayan sido creadas por nativos americanos mediante la quema periódica de las áreas. Una de ellas estaba al sur de la costa sureste del lago Erie en Pensilvania y Nueva York; otra de dichas áreas estaba entre el lago Seneca y el lago Cayuga en el estado de Nueva York.

## El fuego
El fuego es una parte importante de la ecología de las praderas: los incendios naturales y provocados por los humanos han sido comunes en las praderas durante la historia. Es pastado por animales como el bisonte americano y el perro de la pradera también mantenía la ecología original de las praderas.

## Bioma
Las praderas son consideradas parte del bioma de los pastizales, matorrales y sabanas templadas por los ecologistas, sobre la base de las temperaturas similares, las lluvias moderadas, y los pastos, hierbas y arbustos como plantas dominantes en vez de los árboles. Otras regiones de pastizales templados incluyen la pampa argentina, y las estepas de Rusia y Ucrania.

## Áreas protegidas
Las principales áreas protegidas de pradera incluyen las siguientes:
- Área recreativa de Bong, en el condado de Kenosha, Wisconsin.
- Nine-Mile Prairie, Nebraska.
- Konza Prairie, Manhattan, Kansas
- Reserva nacional de Tallgrass Prairie, Kansas.
- Refugio de vida salvaje de Neal Smith, Iowa.

## Pradera virgen
El término de pradera virgen se refiere a la tierra de pradera que nunca ha sido arada. Existen pequeñas extensiones de pradera virgen en Canadá y en los estados del Medio Oeste de Estados Unidos. La pradera restaurada, por su parte, es una pradera que ha sido sembrada de nuevo después de ser arada o haber pasado por otra perturbación.

## Historia ambiental

### Caza de bisontes
La caza nómada ha sido la principal actividad humana en las praderas durante la mayor parte del registro arqueológico. En su día incluyó muchas especies de megafauna ahora extintas.
Tras las otras extinciones, el principal animal cazado en las praderas era el bisonte de las llanuras. Utilizando ruidos fuertes y agitando grandes señales, los pueblos nativos conducían a los bisontes a corrales cercados para matarlos con arcos y flechas o lanzas, o los conducían por un acantilado (llamado salto de bisonte), para matar o herir a los bisontes en masa. La introducción del caballo y la pistola amplió en gran medida el poder de matar de los nativos de las llanuras. A esto le siguió la política de matanza indiscriminada por parte de los americanos y canadienses europeos, tanto por razones comerciales como para debilitar la independencia de los nativos de las llanuras, y causó una dramática caída en el número de bisontes, que pasó de millones a unos pocos cientos en el transcurso de un siglo, y casi causó su extinción.

### Agricultura y ganadería

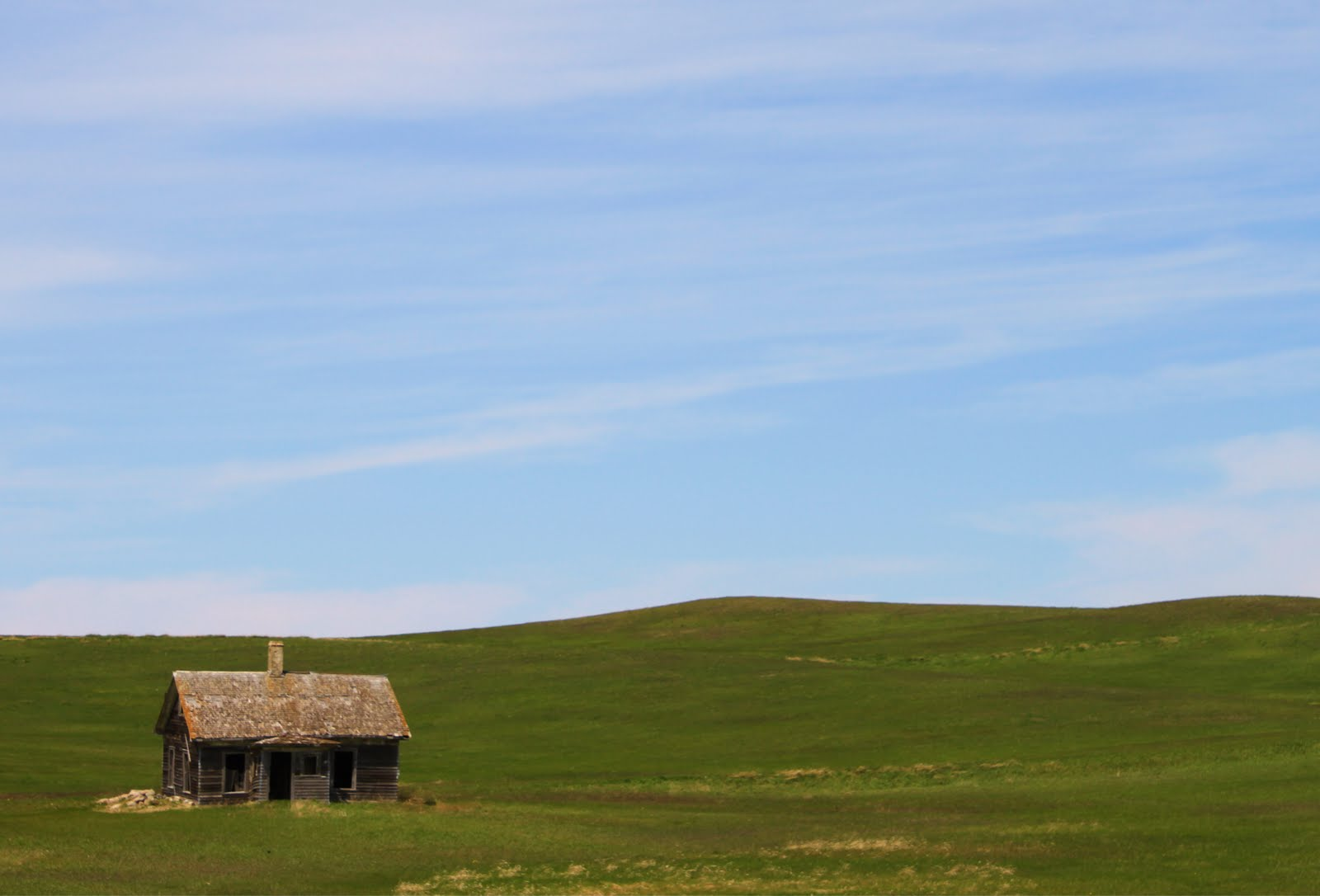
Cabaña de las praderas, Hito 213 en la I-29, Dakota del Sur (mayo de 2010).

El suelo, muy denso, perjudicó a los primeros colonos europeos, que utilizaban arados de madera, que eran más adecuados para los suelos forestales sueltos. En la pradera, los arados rebotaban y la tierra se pegaba a ellos. Este problema fue resuelto en 1837 por un herrero de Illinois llamado John Deere que desarrolló un arado de vertedera de acero que era más fuerte y cortaba las raíces, haciendo que los suelos fértiles estuvieran listos para la agricultura. Las antiguas praderas se encuentran ahora entre las tierras agrícolas más productivas de la Tierra.
La pradera de hierba alta se ha convertido en una de las zonas de producción de cultivos más intensivos de Norteamérica. Queda menos de una décima parte del uno por ciento (<0,09%) de la cubierta vegetal original del bioma de la pradera alta. Los estados que anteriormente tenían una cubierta vegetal de pradera de hierba alta nativa, como Iowa, Illinois, Minnesota, Wisconsin, Nebraska y Misuri, han pasado a ser valorados por sus suelos altamente productivos y se incluyen en el Cinturón del maíz. Como ejemplo de esta intensidad de uso de la tierra, Illinois e Iowa ocupan los puestos 49 y 50, de los 50 estados de EE.UU., en cuanto al total de tierras no cultivadas restantes.
Las praderas de hierba corta, más secas, se utilizaban antes sobre todo para la ganadería a campo abierto. Pero el desarrollo del alambre de espino en la década de 1870, y la mejora de las técnicas de riego, hacen que esta región se haya convertido en su mayor parte en tierras de cultivo y en pequeños pastos cercados.

### Biocombustibles

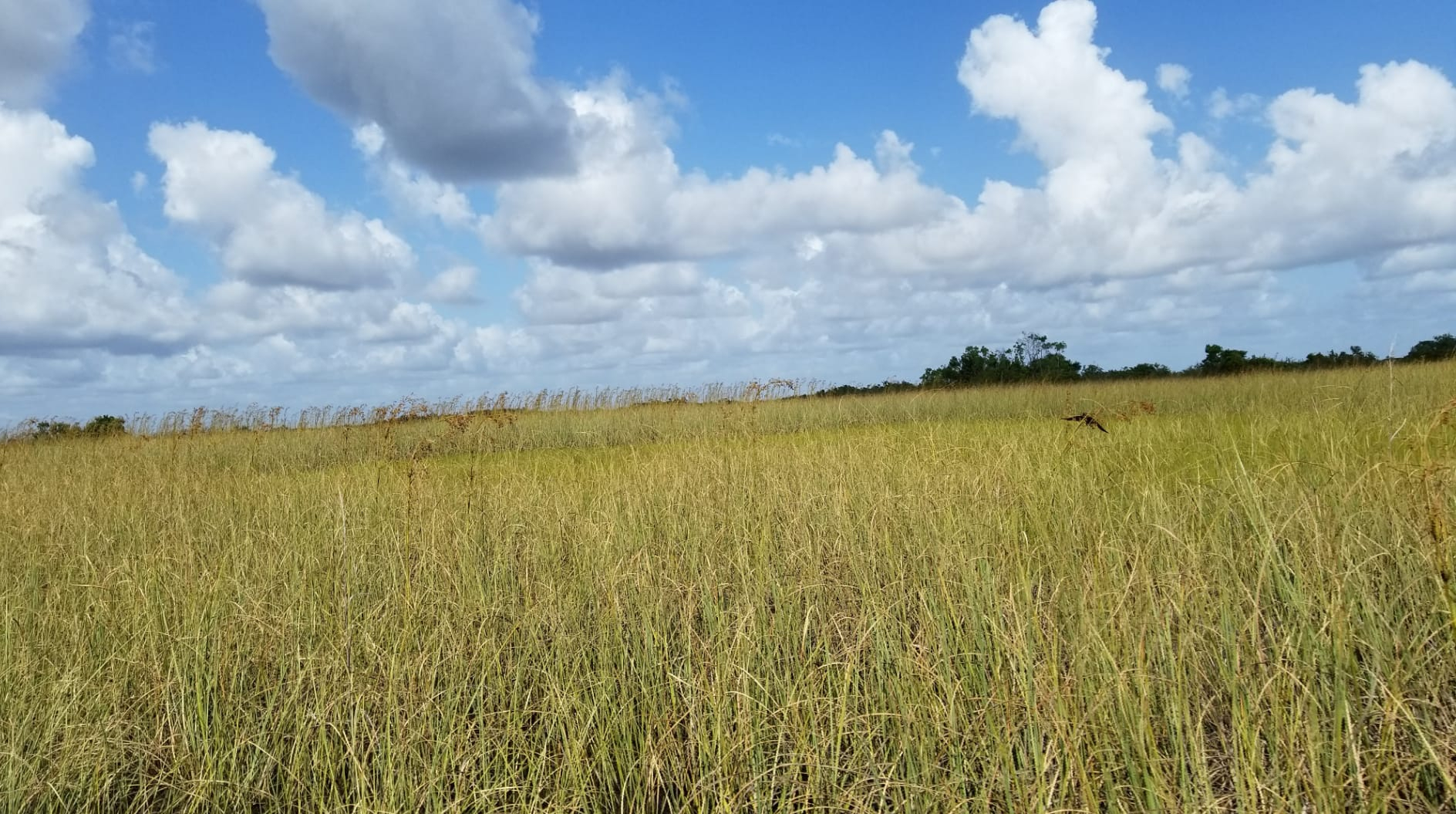
Pradera de mansega en Everglades.

Las investigaciones de David Tilman, ecologista de la Universidad de Minnesota, sugieren que "los biocombustibles hechos a partir de mezclas de alta diversidad de plantas de pradera pueden reducir el calentamiento global al eliminar el dióxido de carbono de la atmósfera. Incluso cuando se cultivan en suelos infértiles, pueden proporcionar una parte sustancial de las necesidades energéticas mundiales y dejar tierras fértiles para la producción de alimentos". A diferencia del maíz y la soja, que son, tanto directa como indirectamente, los principales cultivos alimentarios, incluidos los piensos para el ganado, los pastos de las praderas no se utilizan para el consumo humano. Los pastos de las praderas pueden cultivarse en suelos infértiles, lo que elimina el coste de añadir nutrientes al suelo. Tilman y sus colegas estiman que los biocombustibles a base de hierbas de las praderas producirían un 51% más de energía por acre que el etanol procedente del maíz cultivado en tierras fértiles. Algunas de las plantas que se utilizan habitualmente son el altramuz, el pie de pavo, el blazing star, el pasto varilla y la dalea o trébol de las praderas.

## Fisiografía

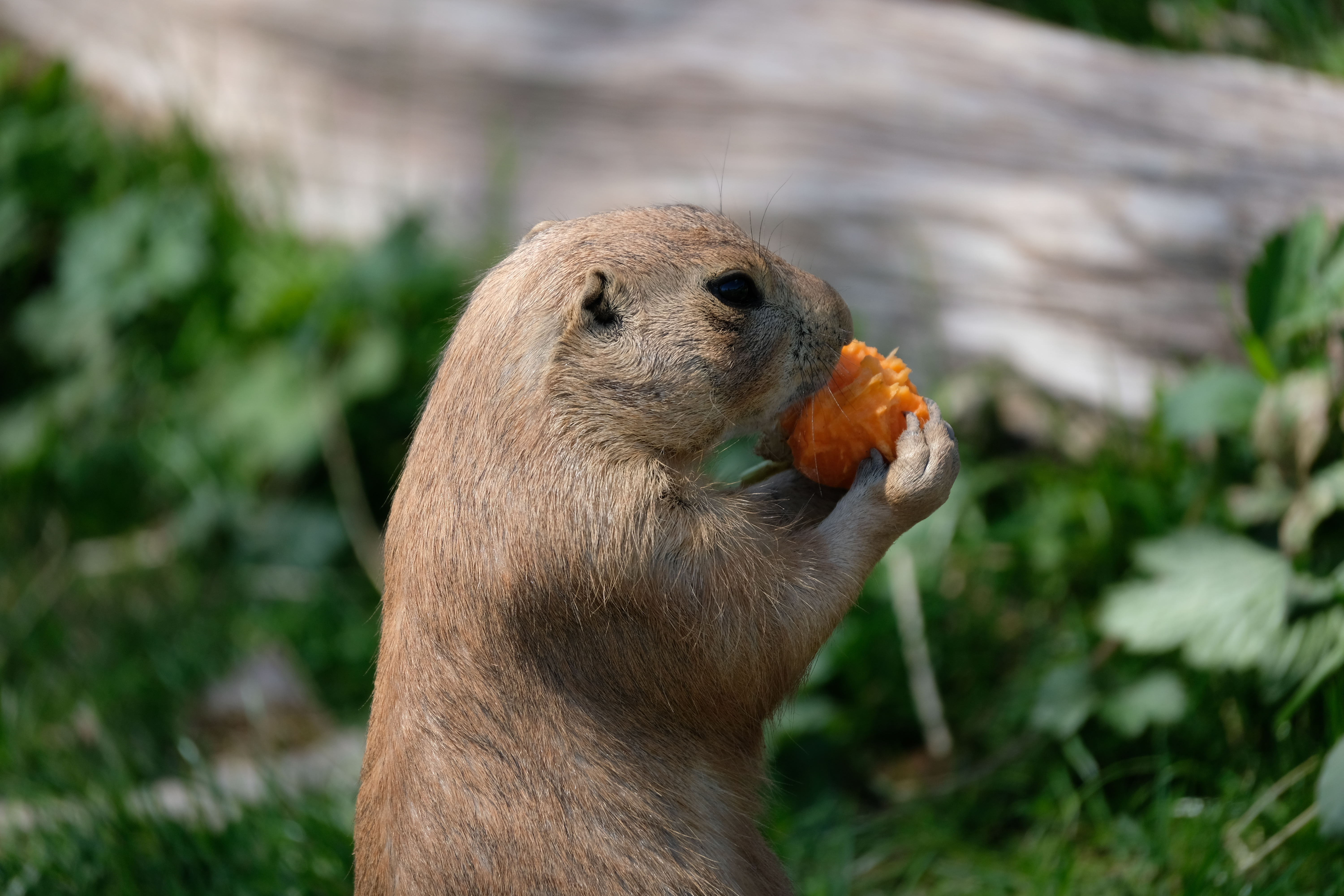
Los suelos fértiles y extensos son un buen hábitat para los perros de la pradera

Las praderas originalmente desarboladas de la cuenca superior del Misisipi comenzaron en Indiana, y se extendieron hacia el oeste y el noroeste, hasta fusionarse con la región más seca conocida como Grandes Llanuras. Una extensión hacia el este de la misma región, originalmente arbolada, se extendía hasta el centro de Ohio. Así, las praderas se sitúan generalmente entre los ríos Ohio y Misuri al sur y los Grandes Lagos al norte. Las praderas son una aportación del periodo glacial. Están formadas en su mayor parte por deriva glaciar, depositada de forma inconforme sobre una superficie rocosa subyacente de relieve moderado o pequeño. En este caso, las rocas son una prolongación de las mismas formaciones estratificadas del Paleozoico ya descritas en la región de los Apalaches y alrededor de los Grandes Lagos. Suelen ser calizas y pizarras de textura fina, que se encuentran en posición horizontal. El moderado o pequeño relieve que les dio la erosión preglacial madura está ahora enterrado bajo la deriva.

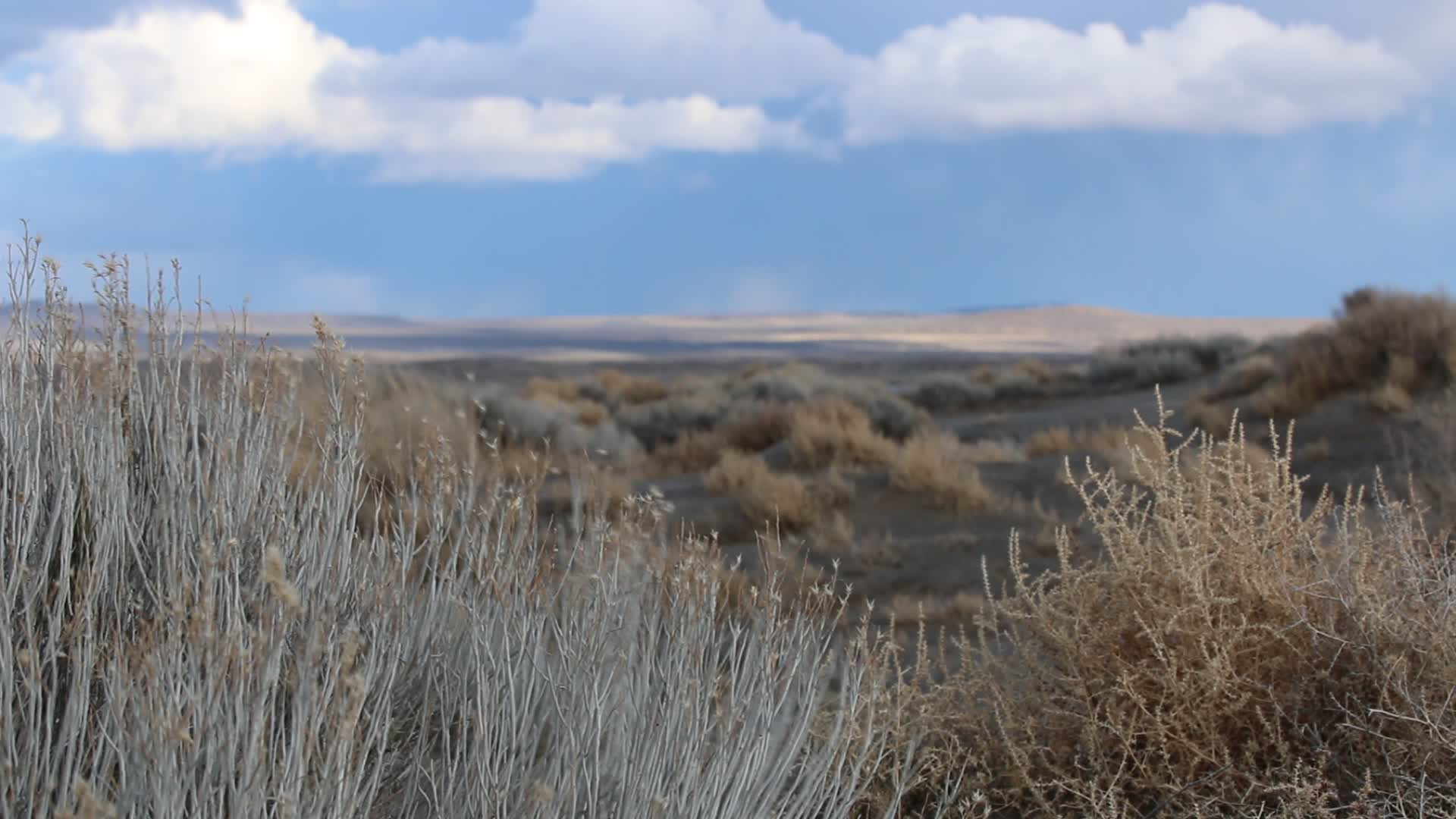
Vista de las dunas y la vegetación en Fossil Lake, con las dunas de Christmas Valley el 21 de febrero de 2017

La mayor superficie de las praderas, desde Indiana hasta Dakota del Norte, está formada por llanuras de till, es decir, láminas de deriva no estratificada. Estas llanuras tienen un grosor de 30, 50 o incluso 100 pies (hasta 30 metros) y cubren la superficie rocosa subyacente en miles de kilómetros cuadrados, excepto donde la erosión postglacial de los arroyos la ha dejado al descubierto. Las llanuras tienen una superficie extraordinariamente uniforme. Es de suponer que el till está formado en parte por suelos preglaciares, pero está compuesto en mayor medida por residuos de roca transportados mecánicamente por las capas de hielo que se arrastran. Aunque las rocas cristalinas de Canadá y algunas de las rocas estratificadas más resistentes al sur de los Grandes Lagos se presentan como cantos rodados y piedras, una gran parte del till ha sido triturada y molida hasta alcanzar una textura arcillosa. Las llanuras de till, aunque se extienden en amplios oleajes de altitud lentamente cambiante, a menudo aparecen niveladas a la vista con una visión que se extiende hasta el horizonte. Aquí y allá se producen débiles depresiones, ocupadas por cenagales pantanosos, o recubiertas por un rico suelo negro de origen postglacial. Es por tanto por la gradación subglacial que las praderas se han nivelado hasta alcanzar una superficie lisa, en contraste con el país montañoso más alto y no glacial que se encuentra justo al sur.
Las grandes capas de hielo formaron morrenas terminales alrededor de su frontera en varias etapas finales. Sin embargo, los cinturones morénicos son de pequeño relieve en comparación con la gran superficie del hielo. Se elevan suavemente desde las llanuras de till hasta una altura de 50, 100 o más pies. Pueden tener una, dos o tres millas (5 km) de ancho y su superficie accidentada, salpicada de cantos rodados, contiene muchos lagos pequeños en cuencas o huecos, en lugar de arroyos en valles. Los cinturones morénicos están dispuestos en grupos de bucles concéntricos, convexos hacia el sur, porque las capas de hielo avanzaron en lóbulos a lo largo de las tierras bajas de los Grandes Lagos. Los bucles morénicos vecinos se unen entre sí en reentrantes (cúspides que apuntan hacia el norte), donde dos lóbulos glaciares adyacentes se unieron y formaron sus morrenas en mayor volumen. Las morrenas son de un relieve demasiado pequeño para que se muestren en cualquier mapa, excepto en los de mayor escala. Por pequeñas que sean, constituyen el principal relieve de los estados de las praderas y, en asociación con las casi imperceptibles pendientes de las llanuras de cultivo, determinan el curso de muchos arroyos y ríos, que en su conjunto son consecuencia de la forma superficial de los depósitos glaciares.
La complejidad del período glaciar y su subdivisión en varias épocas glaciares, separadas por épocas interglaciares de considerable duración (ciertamente más largas que la época postglaciar) tiene una consecuencia estructural en la superposición de sucesivas capas de till, alternando con depósitos no glaciares. También tiene una consecuencia fisiográfica en la cantidad muy diferente de erosión postglacial normal sufrida por las diferentes partes de los depósitos glaciares. Las láminas de deriva más meridionales, como en el sur de Iowa y el norte de Misuri, han perdido su superficie inicialmente llana y ahora están maduramente diseccionadas en formas graciosamente onduladas. Aquí, los valles, incluso los de los pequeños arroyos, están bien abiertos y nivelados, y los pantanos y lagos son raros. Estas láminas son de origen temprano del Pleistoceno. Más cerca de los Grandes Lagos, las capas de arcilla sólo están atravesadas por los estrechos valles de los grandes arroyos. Los fangos pantanosos siguen ocupando las débiles depresiones de las llanuras de till y las morrenas asociadas tienen abundantes lagos pequeños en sus huecos no drenados. Estas láminas de deriva son de origen pleistoceno tardío.
Cuando las capas de hielo se extendieron hasta las tierras que se inclinaban hacia el sur hasta el río Ohio, el río Misisipi y el río Misuri, los arroyos cargados de deriva fluyeron libremente lejos de la frontera de hielo. A medida que los arroyos escapaban de sus cauces subglaciales, se extendían hacia canales más amplios y depositaban parte de su carga, con lo que se degradaban sus cursos. Láminas locales o delantales de grava y arena se extienden con mayor o menor abundancia a lo largo de la parte exterior de los cinturones morénicos. Largos trenes de grava y arenas obstruyen los valles que conducen hacia el sur desde la zona glaciar a la no glaciar. Más tarde, cuando los hielos se retiraron más lejos y los arroyos descargados volvieron a su anterior hábito de degradación, arrasaron más o menos completamente los depósitos del valle, cuyos restos se ven ahora en terrazas a ambos lados de las actuales llanuras de inundación.
Cuando el hielo de la última época glacial se había retirado tanto que su borde frontal se encontraba en una ladera hacia el norte, perteneciente a la zona de drenaje de los Grandes Lagos, las masas de agua se acumulaban delante del margen del hielo, formando lagos glaciomarginales. Los lagos eran pequeños al principio, y cada uno tenía su propia salida en la depresión más baja de la tierra al sur. A medida que el hielo se derretía más atrás, los lagos vecinos confluían en el nivel de la salida más baja del grupo. Los arroyos crecieron en la misma proporción y erosionaron un amplio canal a través de la altura de la tierra y muy abajo, mientras que las aguas de los lagos construyeron arrecifes de arena o tallaron acantilados en la orilla a lo largo de su margen, y depositaron láminas de arcilla en sus suelos. Todas estas características son fácilmente reconocibles en la región de las praderas. El emplazamiento actual de Chicago fue determinado por un porteo o acarreo indio a través de la baja divisoria entre el lago Míchigan y la cabecera del río Illinois. Esta divisoria se encuentra en el suelo del antiguo canal de salida del lago Míchigan de origen glacial. Se conocen las correspondientes salidas del Lago Erie, del Lago Hurón y del Lago Superior. Una lámina de agua muy grande, llamada Lago Agassiz, cubrió en su día una amplia llanura de cultivo en el norte de Minnesota y Dakota del Norte. La salida de este lago glacial, llamada río Warren, erosionó un gran canal en el que hoy se manifiesta el río Minnesota. El Río Rojo del Norte fluye hacia el norte a través de una llanura antiguamente cubierta por el lago Agassiz.
Algunas características extraordinarias se produjeron cuando el retroceso de la capa de hielo había progresado tanto como para abrir una salida hacia el este para los lagos marginales. Esta salida se produjo a lo largo de la depresión entre la vertiente norte de la meseta de los Apalaches en el centro-oeste de Nueva York y la vertiente sur de la capa de hielo en fusión. Cuando esta salida hacia el este llegó a ser más baja que la salida hacia el suroeste a través de la altura de la tierra hacia el río Ohio o Misisipi, la descarga de los lagos marginales se cambió del sistema del Misisipi al sistema del Hudson. Muchos canales bien definidos, que atraviesan las estribaciones de la meseta con pendiente norte en la vecindad de Syracuse, Nueva York, marcan los caminos temporales del río de salida bordeado de hielo. Los canales sucesivos se encuentran en niveles cada vez más bajos en la pendiente de la meseta, indicando los cursos sucesivos tomados por la salida del lago cuando el hielo se derritió cada vez más atrás. En algunos de estos canales se erosionaron profundas gargantas que desembocaron en cataratas temporales que superaban al Niágara en altura pero no en anchura. Los estanques excavados por las aguas en la cabecera de las gargantas están ahora ocupados por pequeños lagos. La etapa más importante de esta serie de cambios se produjo cuando las aguas de los lagos glaciomarginales descendieron de modo que la larga escarpa de piedra caliza del Niágara quedó al descubierto en el oeste de Nueva York. Las aguas antes confluentes se dividieron entonces en dos lagos. El más alto, el lago Erie, abastecía al río Niágara, que vertía sus aguas por la escarpa hasta el más bajo, el lago Ontario. Esto dio lugar a las Cataratas del Niágara. La desembocadura del lago Ontario bajó durante un tiempo por el valle del Mohawk hasta el río Hudson. A esta mayor altura, se le conocía como Lago Iroquois. Cuando el hielo se derritió desde el extremo noreste del lago, bajó a un nivel más bajo, y drenó a través de la zona de San Lorenzo. Esto creó un nivel de base más bajo para el río Niágara, aumentando su capacidad erosiva.
En ciertos distritos, el till subglacial no se extendía en una llanura lisa, sino que se acumulaba en montículos elípticos, de 100 a 200 pies de altura y 0,5 a 1 milla (0,8 a 1,6 km) de largo con ejes paralelos a la dirección del movimiento del hielo, como indican las estrías en el suelo rocoso subyacente. Estas colinas se conocen con el nombre irlandés de drumlin, utilizado para colinas similares en el noroeste de Irlanda. Los grupos más notables de drumlins se dan en el oeste de Nueva York, donde su número se estima en más de 6.000, y en el sur de Wisconsin, donde se sitúa en 5.000. Dominan completamente la topografía de sus distritos.
Un curioso depósito de un limo impalpablemente fino y no estratificado, conocido con el nombre de bess (o loess) en lengua alemana, yace en las láminas de deriva más antigua cerca de los cursos fluviales más grandes de la cuenca superior del Misisipi. Alcanza un espesor de 20 pies (6,1 m) o más cerca de los ríos y se desvanece gradualmente a una distancia de diez o más millas (16 o más km) a cada lado. Contiene conchas terrestres, por lo que no puede atribuirse a una inmersión marina o lacustre. La mejor explicación es que, durante ciertas fases del periodo glaciar, fue transportado como polvo por los vientos desde las llanuras de inundación de los ríos en crecimiento, y se depositó lentamente en las llanuras vecinas cubiertas de hierba. El origen glaciar y eólico de este sedimento se pone de manifiesto por la angulosidad de sus granos (un banco de loess se mantiene en pie sin desplomarse durante años), mientras que, si hubiera sido transportado significativamente por el agua, los granos habrían sido redondeados y pulidos. El loess es el material madre de un suelo extremadamente fértil, pero seco.
El suroeste de Wisconsin y algunas partes de los estados adyacentes de Illinois, Iowa y Minnesota se conocen como la zona sin deriva, porque, aunque está bordeada por láminas de deriva y morrenas, está libre de depósitos glaciares. Por lo tanto, debe haber sido una especie de oasis, cuando las capas de hielo del norte avanzaron más allá de ella en el este y el oeste, y se unieron alrededor de su frontera sur. La razón de esta exención de la glaciación es la inversa a la de la convexidad hacia el sur de los bucles morénicos. Porque mientras que marcan los caminos de mayor avance glacial a lo largo de las cuencas de las tierras bajas (cuencas lacustres), la zona sin rumbo es un distrito protegido de la invasión del hielo debido a la obstrucción que las tierras altas del norte de Wisconsin y Míchigan (parte de las tierras altas del Superior) ofrecían al avance glacial.
El curso del alto río Misisipi es en gran parte consecuencia de los depósitos glaciares. Sus fuentes se encuentran en los lagos morénicos del norte de Minnesota. Los depósitos de deriva en esa zona son tan pesados que las actuales divisiones entre las cuencas de drenaje de la Bahía de Hudson, el Lago Superior y el Golfo de México evidentemente no guardan una relación muy definida con las divisiones preglaciales. El curso del Misisipi a través de Minnesota está guiado en gran medida por la forma de la cubierta de deriva. Varios rápidos y las Cataratas de San Antonio (que determinan el emplazamiento de Minneapolis) son signos de inmadurez, resultantes de la superposición a través de la deriva sobre la roca inferior. Más al sur, hasta la entrada del río Ohio, el Misisipi sigue un valle con paredes de roca 300 a 400 pies (91,4 a 121,9 m) de profundidad, con una llanura de inundación 2 a 4 mi (3,2 a 6,4 km) de ancho. Este valle parece representar la trayectoria de un Misisipi ampliado a principios de la glaciación, cuando gran parte de las precipitaciones que hoy se vierten en la bahía de Hudson y en el golfo de San Lorenzo llegaban al golfo de México, ya que las curvas del río actual son de radios claramente menores que las del valle. El lago Pepin (48,3 km por debajo de St. Paul), una pintoresca expansión del río a través de su llanura de inundación, se debe a la agradación del fondo del valle donde el río Chippewa, procedente del noreste, trajo una sobrecarga de deriva fluvio-glacial. De ahí que incluso el padre de las aguas, como tantos otros ríos de los estados del Norte, deba muchas de sus características de forma más o menos directa a la acción glaciar.
La fertilidad de las praderas es una consecuencia natural de su origen. Durante el transporte mecánico del laboreo, no hubo vegetación que eliminara los minerales esenciales para el crecimiento de las plantas, como ocurre en los suelos de las penillanuras normalmente erosionados y disecados. Los suelos son similares a los del piedemonte de los Apalaches, que aunque no están agotados por la cubierta forestal primigenia, no son en absoluto tan ricos como las capas de till de las praderas. Además, sea cual sea la subestructura rocosa, el suelo de labranza ha sido promediado por una minuciosa mezcla mecánica de triturados de roca. De ahí que las praderas sean continuamente fértiles a lo largo de decenas de kilómetros. Las verdaderas praderas estaban cubiertas de un rico crecimiento de hierba natural y plantas de floración anual, pero hoy en día están cubiertas de granjas.